# Rujišnik
Rujišnik (en serbe cyrillique : Рујишник) est un village de Serbie situé dans la municipalité de Trstenik, district de Rasina. Au recensement de 2011, il comptait 503 habitants.

## Démographie
| 1948 | 1953 | 1961 | 1971 | 1981 | 1991 | 2002 | 2011 |
| ---- | ---- | ---- | ---- | ---- | ---- | ---- | ---- |
| 717  | 720  | 690  | 664  | 645  | 631  | 559  | 503  |

|  |